# Burnlee
Burnlee – wieś w Anglii, w hrabstwie ceremonialnym West Yorkshire, w dystrykcie metropolitalnym Kirklees. Leży 33 km na południowy zachód od miasta Leeds i 254 km na północny zachód od Londynu. W 2008 miejscowość liczyła 1050 mieszkańców.